# Jetětice
Jetětice är en ort i Tjeckien.   Den ligger i regionen Södra Böhmen, i den centrala delen av landet, 80 km söder om huvudstaden Prag. Jetětice ligger 444 meter över havet och antalet invånare är 289.
Terrängen runt Jetětice är platt. Runt Jetětice är det ganska glesbefolkat, med 31 invånare per kvadratkilometer. Närmaste större samhälle är Písek, 13,5 km sydväst om Jetětice. Omgivningarna runt Jetětice är en mosaik av jordbruksmark och naturlig växtlighet.